# Organisation défensive de la Corse

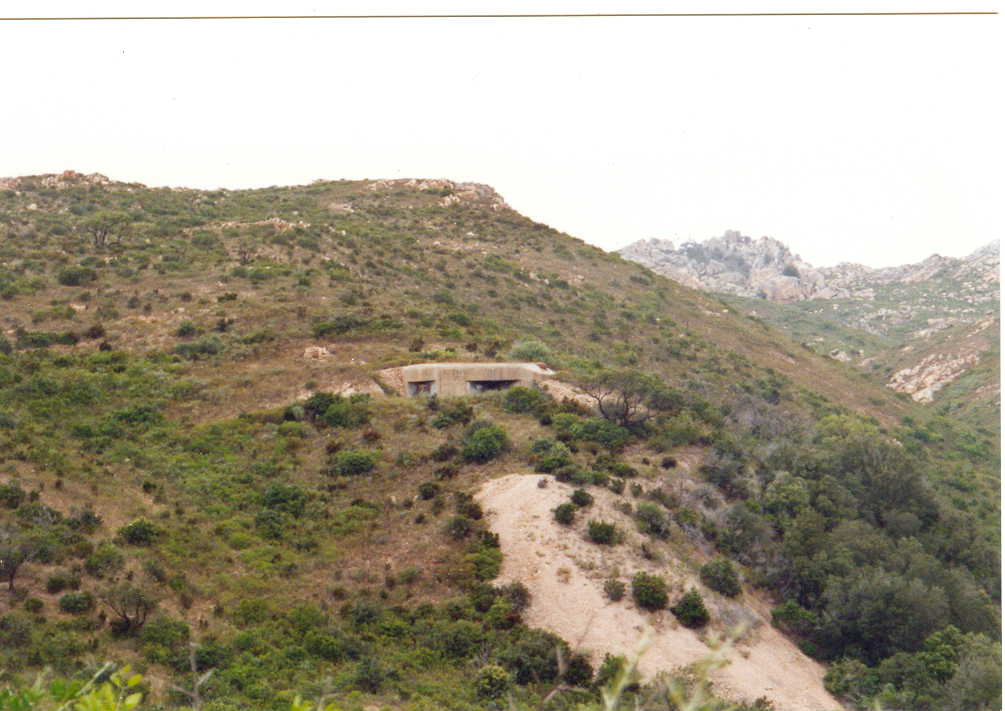
Casemate de Spinella Ouest, près de Bonifacio.

L'organisation défensive de la Corse est une partie de la ligne Maginot, devant servir à la défense de l'île de la Corse. Construites pendant les années 1930, les fortifications corses sont très discontinues. Elles n'ont pas servi en juin 1940.
Pour un article plus général, voir Ligne Maginot.

## Organisation et unités

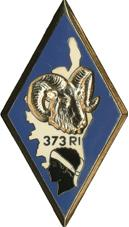
Insigne de la DBIA.

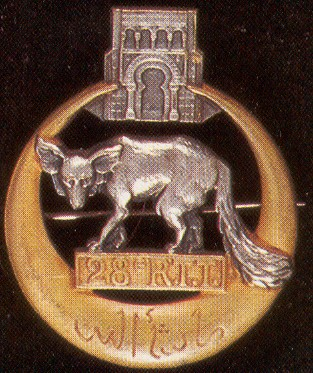
Insigne du 28e RTT.

Il n'y a pas en Corse d'organisation au sein d'un « secteur », comme ailleurs sur la ligne Maginot. Les différentes fortifications dépendent d'abord de la 15e région militaire (QG à Marseille), puis du « commandant suprême de la défense de la Corse » (le général Mollard en 1940), représenté à Bastia par le groupement Nord Corse (colonel d'Ornano) et à Bonifacio par le groupement Sud Corse (colonel Denis) ; la défense du littoral est confiée à deux commandants, l'un à Bastia (lieutenant-colonel Hugues), l'autre à Bonifacio (colonel Mandielli).
Les unités disponibles en Corse après la mobilisation de 1939 sont principalement deux demi-brigades d'infanterie alpine :
- la 373e demi-brigade d'infanterie alpine (composée de réservistes corses), à sept bataillons stationnés à Bastia, Cervione, Ajaccio, Aléria et Calvi ;
- la 363e demi-brigade d'infanterie (formée à Orange), à quatre puis trois bataillons stationnés à Sartène et Bonifacio ;
- le 150e bataillon régional, à Levie, Sartène et Bonifacio ;
- la 18e compagnie du 28e régiment de tirailleurs tunisiens qui fournit les équipages des casemates de Bonifacio et de Porto-Vecchio ;
- le 43e escadron du 10e régiment de dragons (équipé d'automitrailleuses) à Ajaccio et Propriano ;
- le 92e régiment d'artillerie de montagne à Corte ;
- les 7e et 8e batteries de position à Ajaccio et Bonifacio.

## Composants

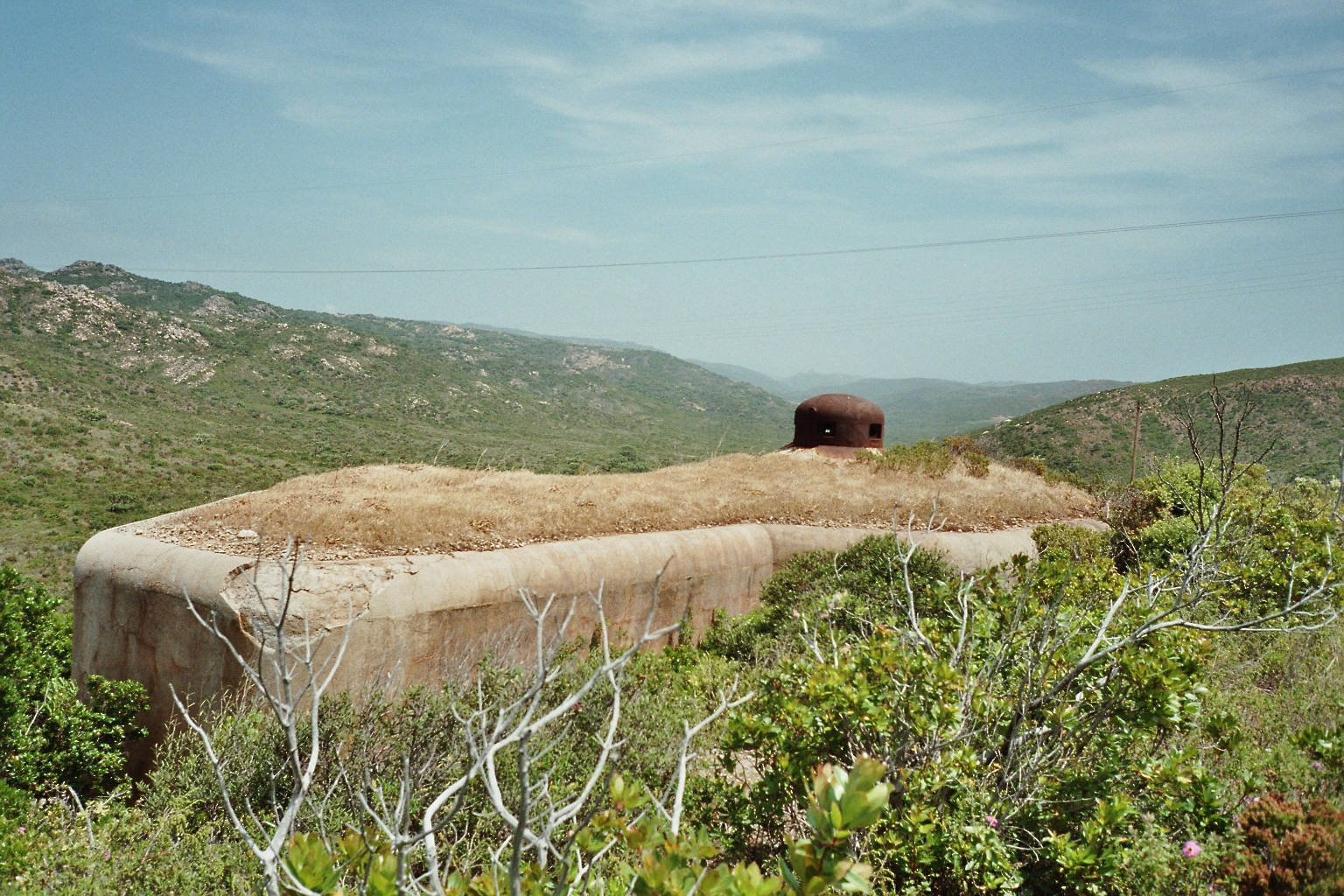
Casemate de Spinella Est.

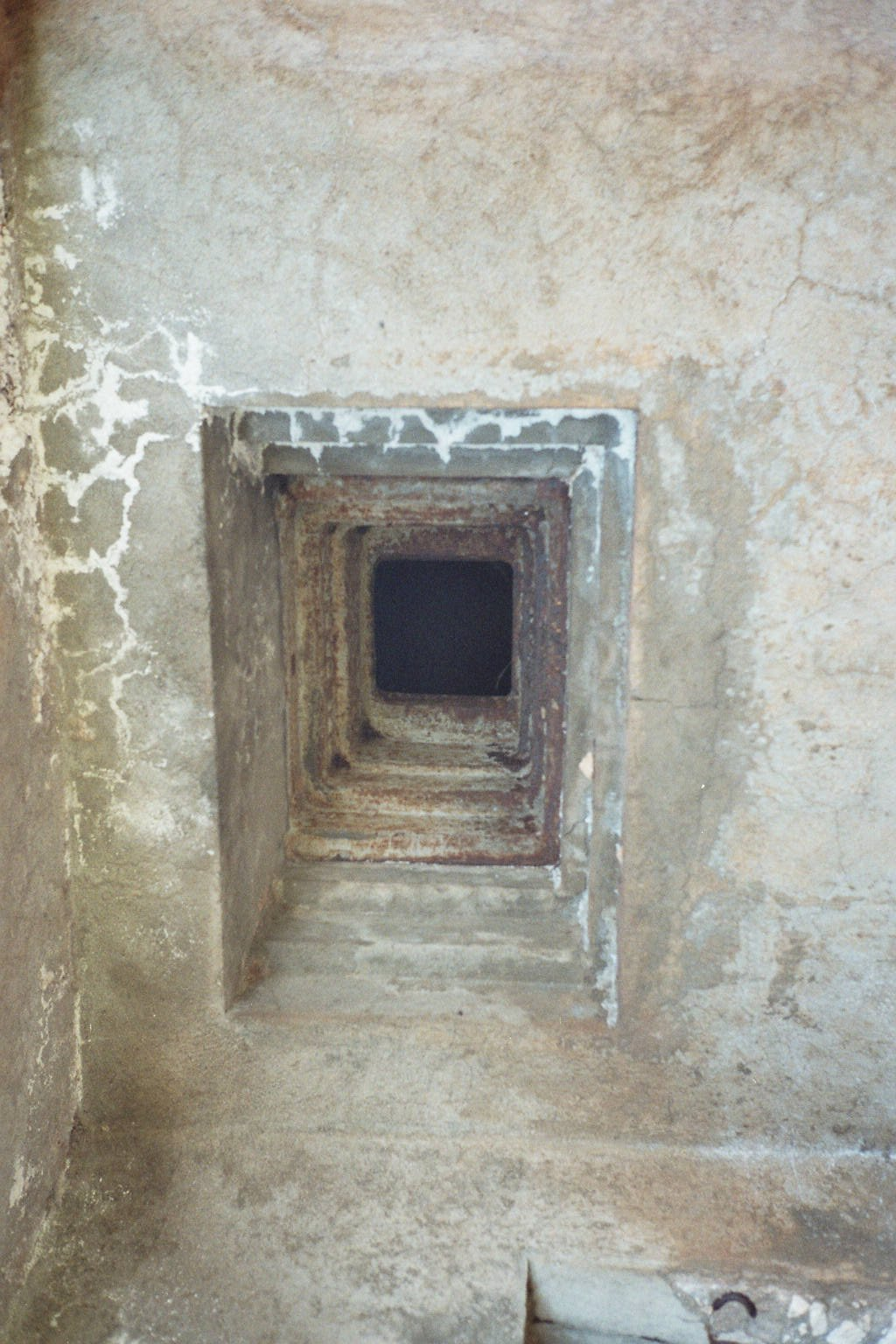
Créneau de défense rapprochée pour fusil-mitrailleur.

Seuls les sites les plus favorables à un débarquement sont fortifiés, avec en plus la constitution d'un réduit autour de Bonifacio. Les casemates sont du type CORF peu protégées (protection type 1, soit des murs à 1,75 mètre d'épaisseur de béton armé et la dalle à 1,50 m, sauf celles du Pertusato du type 2, soit les murs à 2,25 m et la dalle à 2 m).
La plage de Saint-Florent est couverte par un blockhaus (pour deux FM) et une casemate (double avec deux créneaux mixtes pour JM/AC 47, deux autres créneaux pour JM et une cloche GFM,).
Bastia :
- citadelle de Bastia, abritant deux blockhaus couvrant au nord le port et au sud le front de mer ;
- plage de l'Arinella, battue par un blockhaus (pour deux FM) et une casemate (double avec deux créneaux mixtes pour JM/AC 47, deux autres créneaux pour JM et une cloche GFM[5]).

Golfe de Porto-Vecchio, défendu par quatre casemates :
- celle de Saint-Cyprien (créneau pour canon de 75 mm modèle 1929) à la Punta San Ciprianu,
- celle de l'Aréna (créneau pour canon de 75 mm modèle 1929) à Pavellone au pied du Monte di Fiori,
- celle de Ziglione (créneau pour JM) à Casetta Bianca,
- celle double de Georges-Ville (deux créneaux pour JM et une cloche GFM) juste au nord de l'embouchure du ruisseau de Lagunienu.

Golfe de Santa Giulia, couvert par la casemate de Santa-Giulia (un créneau pour JM et une cloche GFM) sur la rive nord.
Plateau du Corbu, défendant l'accès à Bonifacio grâce à :
- la casemate de Ventilegne (un créneau pour JM) interdisant la plage du golfe de Ventilegne,
- la casemate de Catarello (un créneau pour JM, une cloche JM et une cloche GFM) tirant sur la route N 196,
- les blockhaus du Corpo-di-Verga, du type MOM[6] (pour mitrailleuses et FM), au nord-ouest de Spinella,
- les deux casemates de Spinella Ouest (un créneau pour JM et une cloche JM[7]) et Est (un créneau pour JM, une cloche JM et une cloche GFM) barrant la route N 198.

Golfu di Rondinara, protégé par la casemate de Rondinara (deux créneaux pour JM et une cloche GFM) à la base de la Punta di Rondinara.
Golfu di Sant'Amanza, couvert par trois casemates :

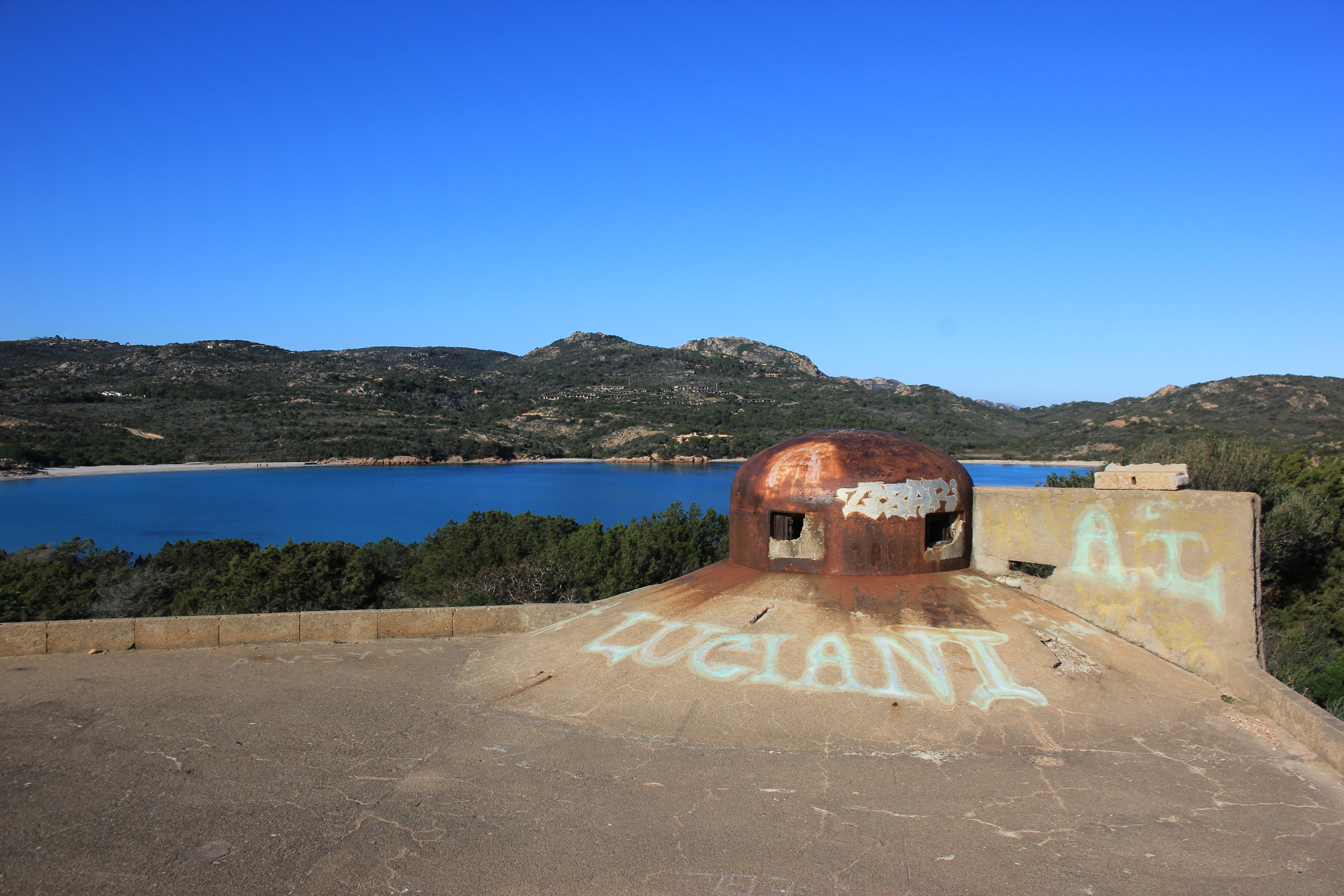
Casemate de Rondinara

- celle de Capo-Bianco Nord (un créneau pour JM et une cloche GFM) tirant sur la plage de Balistra,
- celle de Capo-Bianco Sud (un créneau pour JM et une cloche GFM) tirant sur la plage jusqu'au Capu Biancu,
- celle de Sant'Amanza (deux créneaux pour canon de 75 mm modèle 1929) à l'est de la Punta di a Nava tirant vers le nord.

Plateau de Pertusato, pas au cap de Pertusato mais plus au nord autour du sémaphore (côte 106) pour protéger la batterie de marine couvrant les bouches de Bonifacio, avec deux casemates et cinq abris-cavernes numérotés de I à VII (Pertusato I est une casemate avec un créneau pour JM et une cloche GFM ; Pertusato V est une casemate cuirassée avec une cloche FM).
À ces défenses se rajoutent les batteries de défense côtières :
- à Bastia la batterie de Toga (quatre emplacements pour canon de 138 mm modèle 1893) au-dessus de Toga et de Minelli ;
- à Ajaccio avec les trois batteries de la Parata au-dessus de la pointe du même nom (quatre 138 mm modèle 1893), de la Chapelle-des-Grecs et de la pointe de Porticcio ;
- à Bonifacio, avec les batteries de Pertusato (huit 190 mm et six 95 mm), de la citadelle (huit 194 mm), du Monte-Leone (six 164 mm), etc.

## Histoire
Le premier projet date de 1928 par le général Gaston Émile Fournier, commandant de la défense de la Corse, mais il est très ambitieux alors que les restrictions budgétaires limitent les efforts sur les secteurs fortifiés d'Alsace et de Lorraine : il n'est pas financé. En février 1931, le ministre Maginot confie la tâche à la Commission d'organisation des régions fortifiées (CORF), dont le président, le général Charles Louis Belhague, effectue une reconnaissance sur le terrain en compagnie du général Fournier et du lieutenant-colonel André (de la direction technique du génie de Nice). Leurs projets sont approuvés pendant l'été, les travaux sont effectués en 1932 et 1933 autour de Porto-Vecchio et de Bonifacio.
Pendant la drôle de guerre, la défense de l'île est complétée au nord par les quatre blockhaus près de Saint-Florent et de Bastia (non terminés en juin 1940) et au sud (entre les casemates de Spinella et de Catarello) par 35 blockhaus et 15 abris MOM autour de Bonifacio. Ces 50 constructions sont surnommées la « ligne Mollard » du nom d'Amédée Mollard, commandant de la défense de la Corse en 1939.
Les opérations militaires en Corse en 1940 se limitent à quelques bombardements par la Regia Aeronautica du 15 au 20 juin 1940, aux résultats très faibles. À partir de l'armistice du 24 juin 1940, l'île fait partie de la zone libre administrée par l'État français.
Le 11 novembre 1942, alors que les forces allemandes envahissent rapidement le sud de la France, les troupes italiennes débarquent en Corse sans rencontrer de résistance.